# Mekelle 70 Enderta Football Club
Il Mekelle 70 Enderta Football Club (in amarico: ጋንታ ኩዕሶ እግሪ መቐለ 70 እንደርታ) è una società calcistica etiope di Macallè. Milita nella Prima Lega, la massima serie del campionato etiope di calcio.
Disputa le partite interne allo stadio dei Tigrè di Mekelle (60 000 posti).
Ha esordito nella massima categoria etiope nel 2017-2018, dopo aver vinto i play-off di seconda divisione. Nel 2018-2019 ha vinto il campionato etiope di massima serie per la prima volta.

## Allenatori
- Getachew Dawit (2016-2017)
- Yohannes Sahle (2017-2018)
- Gebremedhin Haile (2018-in carica)

## Organico

### Rosa
Aggiornata al 12 gennaio 2020.
| N. |                    | Ruolo | Calciatore               |
| -- | ------------------ | ----- | ------------------------ |
| 1  | Etiopia (bandiera) | P     | Bereket Amare            |
| 30 | Etiopia (bandiera) | P     | Sofoniyas Seife          |
| 2  | Etiopia (bandiera) | D     | Alex Tesema              |
| 6  | Etiopia (bandiera) | D     | Amin Nessru              |
| 12 | Etiopia (bandiera) | D     | Biyadgelege Elias        |
| 13 | Etiopia (bandiera) | D     | Seyoum Tesfaye           |
| 26 | Etiopia (bandiera) | D     | Tafesse Serka            |
| 15 | Etiopia (bandiera) | C     | Daniel Demsu             |
| 27 | Etiopia (bandiera) | D     | Anteneh Gebrekristos     |
| 8  | Etiopia (bandiera) | C     | Michael Desta (capitano) |

| N. |                    | Ruolo | Calciatore            |
| -- | ------------------ | ----- | --------------------- |
| 19 | Etiopia (bandiera) | C     | Yonas Geremew         |
| 26 | Etiopia (bandiera) | C     | Mulugeta Woldegiorgis |
| 7  | Etiopia (bandiera) | A     | Samie Jr.             |
| 9  | Etiopia (bandiera) | A     | Samuel Salisso        |
| 10 | Etiopia (bandiera) | C     | Yared Kebede          |
| 11 | Etiopia (bandiera) | A     | Amanuel Gebremichael  |
| 14 | Etiopia (bandiera) | A     | Ashenafi Haftu        |
| 13 | Etiopia (bandiera) | A     | Ephrem Ashamo         |
| 23 | Ghana (bandiera)   | C     | Kalusha Alhassan      |
| 4  | Nigeria (bandiera) | A     | Okiki Afolabi         |

## Palmarès

### Competizioni nazionali
- Campionato etiope: 1

2018-2019